# Ratomir Tvrdić
Ratomir Tvrdić, né le 14 septembre 1943 à Split (république socialiste de Croatie) où il est mort le 20 août 2024,,, est un joueur yougoslave de basket-ball, jouant au poste de meneur.

## Palmarès
- Finaliste du championnat du monde 1967
- Champion du monde championnat du monde 1970
- Finaliste du championnat du monde 1974
- Finaliste du championnat d'Europe 1969
- Champion d'Europe 1973
- Champion d'Europe 1975

## Articles annexes
- Lovre Tvrdić
- Damir Tvrdić